# Hans Eriksson (målare)
- För målaren Hans Eriksson omnämnd som gamle mäster Hans målare se Hans Eriksson (dekorationsmålare)

Hans Eriksson död 1572 var en svensk målare från 1500-talet (födelseår är obekant).
Han omnämns i ett brev från Gustav Vasa 1551 (i Riksarkivet) som Hans Erichson lille Hans målare. 
Han tillhör de få svenskfödda konstnärer som var verksamma under 1500-talet. Han vistades tillsammans med en grupp svenskar som reste till Antwerpen för att lära sig målarkonsten. I brevet från 13 juli 1551 befaller Gustav Vasa honom att återvända till Sverige efter att han sänt hem ett probe på sin konst där Gustav Vasa ansåg att Eriksson lärt sig så mycket att han nu kunde tjäna riket med sin kunskap. Under sin tid i Antwerpen hade Eriksson dragit på sig en del skulder och efter att de var lösta återvände han till Sverige. Han arbetade först för Gustav Vasa men vid hans död antogs han i Erik XIVs tjänst med 300 mark samt förmåner i natura som lön, enligt ett beställningsbrev 1561. 
Enligt slottets räkenskaper utförde han målningar av fännikor och övrig dekorationsmålning men även finare inredningsmålning i stil med de paneler som finns på Rydboholm. I samband med att Erik XIV fängslades trädde han i tjänst för Johan III som enligt efterlämnade anteckningar uppskattade Erikssons arbeten. När Eriksson avlider 1572 skriver kung Johan den 23 mars till sina byggmästare och påminner om att det bästa ämbetsfolket måtte för den Gud plåga patienten skuld från Stockholm bliva sänd. Detta blev inte hörsammat och kungen fick nu veta att även den svenska målaren lilla Hanschen avlidit i samma åkomma. 
Några arbeten av Eriksson är inte kända men man antar att han förutom dekorationsmålningar även utförde staflimåleri.
Han förväxlas ibland med gamle mäster Hans målare som från 1572 var bosatt i Strängnäs och arbetade för hertig Karl